# Tadeusz Kościuszko

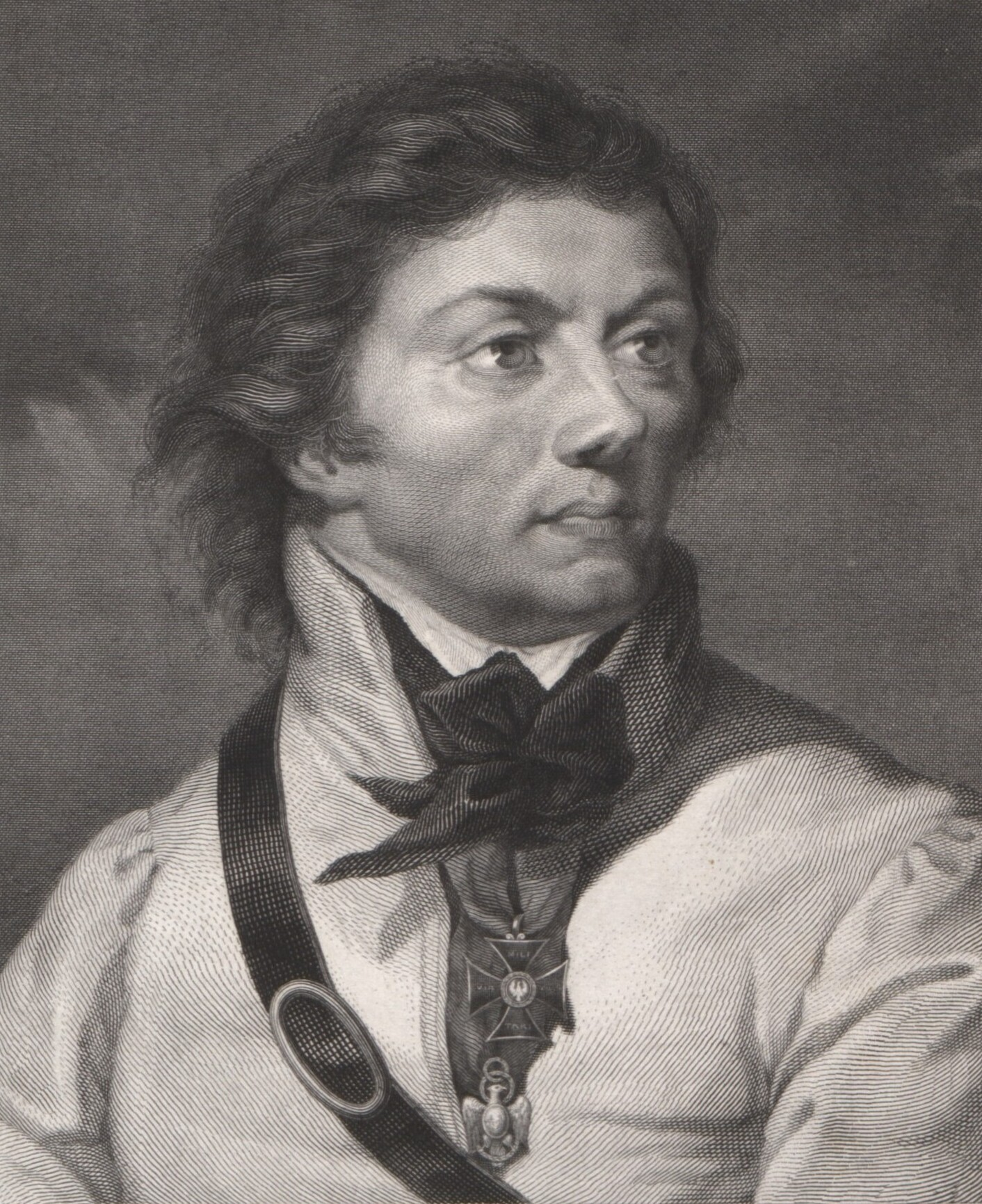
Tadeusz Kościuszko

Andrzej Tadeusz Bonawentura Kościuszko (Mereczowszczyzna, thans Wit-Rusland, 4 februari 1746 - Solothurn, Zwitserland, 15 oktober 1817) was een Poolse vrijheidsstrijder die in 1794 in verzet kwam tegen de Poolse delingen.

Met een leger dat voor een belangrijk deel uit met zeisen bewapende boeren bestond bracht hij de Russen enkele nederlagen toe in de Slag bij Racławice en nabij Warschau.
Uiteindelijk moest hij echter in hetzelfde jaar nog capituleren tegen de Russische overmacht.

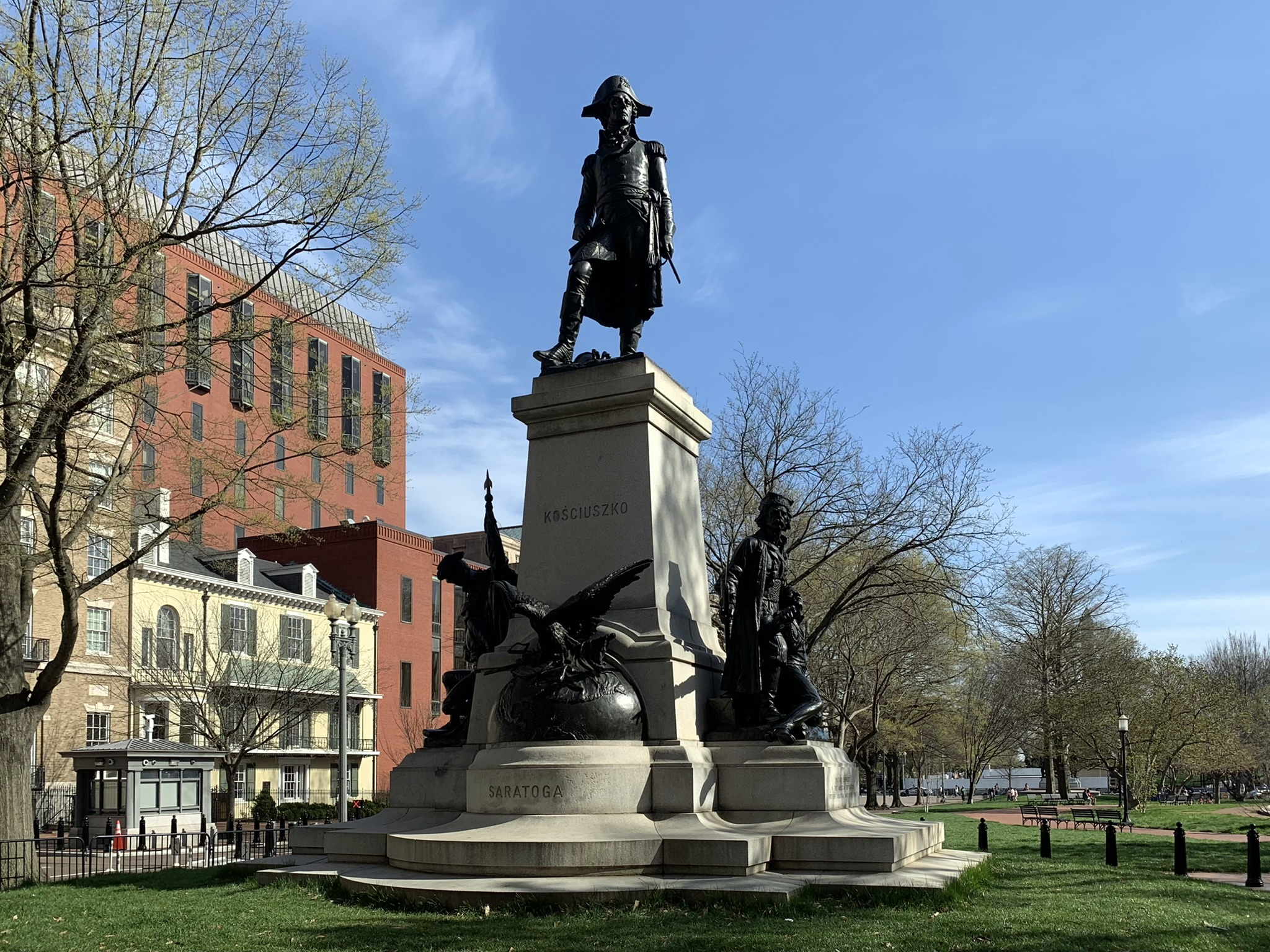
Tadeusz Kościuszko Monument in Washington, D.C

Reeds eerder had hij als vrijwilliger meegevochten in de Amerikaanse Vrijheidsoorlog. Na zijn hierboven vermelde nederlaag emigreerde hij in 1796 opnieuw voor enkele jaren naar de Verenigde Staten maar vertrok vervolgens naar het revolutionaire Frankrijk. Daar nam hij dienst in een Pools legioen en werkte hij mee aan de oprichting van het Groothertogdom Warschau.
Na de nederlaag van Napoleon Bonaparte vestigde hij zich in Zwitserland, waar hij uiteindelijk overleed.
Kościuszko heeft een internationale reputatie als vrijheidsstrijder. De hoogste berg van Australië, de 2228 m hoge Mount Kosciuszko, is naar hem vernoemd, evenals het Amerikaanse stadje Kosciusko. In Polen is de grafheuvel van Kościuszko ter ere van hem opgeworpen.
Tadeusz Kościuszko was dankzij zijn inzet in de Amerikaanse vrijheidsoorlog een der Cincinnati. Op veel portretten draagt hij de adelaar van dit gezelschap.
In 1828 werd voor hem een standbeeld opgericht bij de militaire academie West Point.